# Permanganate de calcium
 (mai 2025).
Le permanganate de calcium est un comburant. Il est composé d'ions calcium et d'ions permanganate.
Il est obtenu par réaction du permanganate de potassium et du chlorure de calcium ou de la réaction du permanganate d'aluminium et de l'oxyde de calcium.

## Applications
Il est utilisé afin d'aider à blanchir les dents dans certains dentifrices.[réf. nécessaire]

## Sécurité
Si le matériau combustible est finement divisé, le mélange obtenu peut être explosif. Le contact avec l'acide sulfurique, le benzène, le sulfure de carbone, l'éther diéthylique, l'éthanol et le pétrole peut provoquer des incendies ou des explosions. Des mélanges avec l'anhydride acétique peuvent également provoquer des explosions si celui-ci n'est pas conservé au froid.[réf. nécessaire]